# Horyszów (gromada w powiecie zamojskim)
Horyszów (alt. Horyszów Polski) – dawna gromada, czyli najmniejsza jednostka podziału terytorialnego Polskiej Rzeczypospolitej Ludowej w latach 1954–1972.
Gromady, z gromadzkimi radami narodowymi (GRN) jako organami władzy najniższego stopnia na wsi, funkcjonowały od reformy reorganizującej administrację wiejską przeprowadzonej jesienią 1954 do momentu ich zniesienia z dniem 1 stycznia 1973, tym samym wypierając organizację gminną w latach 1954–1972.
Gromadę Horyszów z siedzibą GRN w Horyszowie (obecnie są to trzy wsie: Horyszów Polski, Horyszów-Nowa Kolonia i Horyszów-Stara Kolonia) utworzono – jako jedną z 8759 gromad na obszarze Polski – w powiecie zamojskim w woj. lubelskim na mocy uchwały nr 18 WRN w Lublinie z dnia 5 października 1954. W skład jednostki weszły obszary dotychczasowych gromad Horyszów, Horyszów Polski i Wólka Horyszowska ze zniesionej gminy Nowa Osada w tymże powiecie. Dla gromady ustalono 12 członków gromadzkiej rady narodowej.
1 stycznia 1962 gromadę Horyszów Polski zniesiono, włączając jej obszar do gromady Sitno w tymże powiecie.